# 2459 Spellmann
2459 Spellmann è un asteroide della fascia principale. Scoperto nel 1980, presenta un'orbita caratterizzata da un semiasse maggiore pari a 3,0183824 UA e da un'eccentricità di 0,0726372, inclinata di 9,69528° rispetto all'eclittica.
Dall'11 dicembre 1981 all'8 febbraio 1982, quando 2478 Tokai ricevette la denominazione ufficiale, è stato l'asteroide denominato con il più alto numero ordinale. Prima della sua denominazione, il primato era di 2441 Hibbs.
L'asteroide è dedicato a Leonard Spellmann, padre dell'autrice della scoperta.